# Gesztesi Károly
Gesztesi Károly, születési nevén Tóth Károly (Budapest, 1963. április 16. – Budapest, 2020. január 4.) magyar színművész, szinkronszínész.

## Élete
Gyerekkorában zongorázni, később zeneszerzőnek tanult, vízilabdaedzésekre járt. Már sorkatonai szolgálata alatt „kitűnt humorával, tehetségével, szervezőkészségével, életszeretetével”.
Második nekifutásra került be a Színház- és Filmművészeti Főiskolára. Annak elvégzése után 1988-tól 1990-ig a Thália Színház társaságának tagja volt. Szerepelt a Szomszédok egy nyári epizódjában is. Ezután Hollandiába utazott néhány hónapra, ahol egy luxusszállodában zongorázott. Az 1990–1991-es évad során a Miskolci Nemzeti Színházban szerepelt. 1992–1993-ban a József Attila Színház társulatának tagja volt. 1994–1998 között a Vígszínház társulatának volt a tagja. 1998 után szabadfoglalkozású lett. 2015 tavaszán vele nyitott Friderikusz Sándor Összezárva Friderikusszal című műsora. Utolsó éveiben a Bánfalvy Stúdió előadásaiban szerepelt. A Talent Stúdió tanáraként szinkronizálást tanított. A színészzenekar tagja volt.
Az egyik legismertebb, legjellegzetesebb hangú és legtöbbet foglalkoztatott magyar szinkronszínész volt. Olyan szereplőknek kölcsönözte hangját, mint Lando Calrissian (Billy Dee Williams) a Csillagok háborúja filmekben, Sallah (John Rhys-Davies) az Indiana Jones két részében, vagy éppen Robert Baratheon a Trónok harcában. A Shrek című animációs filmben és annak folytatásaiban ő volt a főhős ogre magyar hangja. Emellett számos magyar filmben és televíziós sorozatban volt látható, a Jóban Rosszban dr. Füredi Attilájaként illetve a Magyar vándor Álmos vezéreként különösen ismert.

## Magánélete
Édesapja Tóth Konrád, édesanyja Neumann Zsuzsanna. Szülei válása után édesanyja férjhez ment Gesztesi Jánoshoz, akinek nevét később hivatalosan is felvette. Született egy féltestvére is, Gesztesi Márta.
Első felesége Csarnóy Zsuzsanna (1963–) Jászai Mari-díjas színésznő, aki osztálytársa volt a főiskolán, és tőle 1990. március 12-én született legidősebb fia, Gesztesi Máté, szintén színész. Kapcsolatuk válással végződött. Második házasságát Karel Nikolettával kötötte, akitől házasságuk alatt világra jött a második és harmadik fia: Márk és Dávid, majd elváltak. Harmadjára Liptai Claudia színésznőt vette el, aki első lánya, Sára Panka édesanyja, ám ez a házassága is felbomlott. 2010-2011 között Molnár Gyöngyi színésznővel élt együtt.
Volt felesége, Karel Nikoletta adott életet ötödik gyermekének és negyedik fiának, Karel Áronnak, aki az anyja vezetéknevét viseli.
Sportos életet folytatott, mivel 30 kilós súlyfelesleget szedett fel. Előbb Bubik Istvánnal a Tabánban kocogott, rendszeresen edzőterembe járt, ahol napi három órát súlyzózott, később a víziröplabda hozott neki sikereket.
Utolsó éveiben alkoholproblémákkal küzdött, bár 21 évesen itta meg első pohár sörét. 2016-ban megtért a Hit Gyülekezetében, majd az Istenbe vetett hitének köszönhetően megszabadult alkoholproblémáitól. 2018 tavaszán felvételizett a Szent Pál Akadémiára, ahol először nem sikerült a felvételije. Később sikerrel járt, teológiát kezdett tanulni az intézményben.

## Halála
2020. január 4-én délután a budapesti Ferdinánd hídnál az autójában rosszul lett. Este Szegeden a Páratlan páros című előadásban szerepelt volna, éppen a tájbusz találkozási pontjára igyekezett. A kiérkező mentők 50 percen át küzdöttek az életéért. Halálát szívinfarktus okozta.
2020. január 9-én a budakalászi temetőben, szűk családi körben helyezték örök nyugalomra. A szertartáson beszédet mondott Németh Sándor, a Hit Gyülekezetének vezetője.

## Színházi szerepei
- Kosztolányi Dezső: Édes Anna – kéményseprő
- Szomor György–Szurdi Miklós–Valla Attila: Diótörő és Egérkirály – Egérkiràly
- Elton John–Tim Rice: Aida – Zoser
- Bram Stoker: Drakula – lelkész
- Shakespeare: Othello – Othello
- April De Angelis: Garrick, a színész – avagy ízlés dolga – Macklin
- Shakespeare: III. Richárd – Richárd, Gloster hercege
- Tim Rice–Andrew Lloyd Webber: József és a színes szélesvásznú álomkabát....Fáraó
- Dés László–Geszti Péter: A dzsungel könyve – Balu
- Ray Cooney–John Chapman: Kölcsönlakás – Henry Lodge
- Neil Simon–Marvin Hamlisch – C.B. Singer – Miklós Tibor: Mámor
- Woody Allen: New York-i komédiák
- Henrik Ibsen: Peer Gynt – Aslak kovács
- Arthur Miller: Pillantás a hídról – Marco
- Ben Elton: Popcorn – Bruce Delamitri, filmrendező
- Arthur Miller: A salemi boszorkányok – Danforth
- Martin McDonagh: Vaknyugat – Valene Connor
- Daniel Keyes: Virágot Algernonnak

## Filmjei

### Játékfilmek
| - Vörös vurstli (1991) - Stationary (1996) - Balekok és banditák (1997) - Közel a szerelemhez (1998) - Hamvadó cigarettavég (2001) - Valami Amerika (2002) - Nincs mese (2003) - Titkos hely (2003) - Telitalálat (2003) - Getno (2004) - Magyar vándor (2004) - Nyócker! (2004) – Lakatos Lóri (hang) - Csak szex és más semmi (2005) | - Rokonok (2005) - Szabadság, szerelem (2006) - Tibor vagyok, de hódítani akarok! (2006) - Üvegtigris 2. (2006) - Egy bolond százat csinál (2006) - Idegölő (2006) - Kútfejek (2006) - Megy a gőzös (2007) - Valami Amerika 2. (2008) - A Sólyom országa (2009) - Papírkutyák (2009) - Szuperbojz (2009) - Cop Mortem (2016) |

### Tévéfilmek
| - Hajnali párbeszéd (1986) - Szomszédok 33. epizód (1988. július 28.) - Angyalbőrben (1990) - Kis Romulusz (1994) - Helló, Doki (1997) - Az öt zsaru (1998) - TV a város szélén (1998) - 7-es csatorna (1999) | - Kisváros (1997–2000) - A titkos hely (2002) - Nem a Te napod! (2006) - Mennyből az angyal… - Tea (2002–2003) - Csaó, Bambinó! (2005) - Ilyenek voltunk! – 10 éves a TV2 (2007) - Jóban Rosszban (2005–2014) |

## Szinkronszerepei

### Sorozatbeli szinkronszerepei
| Cím                            | Szerep                          | A szinkronizált színész |
| ------------------------------ | ------------------------------- | ----------------------- |
| Baywatch                       | Garner Ellerbee                 | Gregory Alan Williams   |
| Central Park West              | Mark Merrill                    | Tom Verica              |
| A fejvadász                    | Bobby Sixkiller                 | Branscombe Richmond     |
| Szirének és szirénák           | Richard Stiles                  | D. Christopher Judge    |
| A szupercsapat                 | Bosco Albert „B.A.” Baracus     | Mr. T                   |
| Hegylakó                       | Duncan „Mac/Highlander” MacLeod | Adrian Paul             |
| Kórház a pálmák alatt          | Clemant                         | Charles M. Huber        |
| A tengeralattjáró (Das Boot)   | Werner hadnagy                  | Herbert Grönemeyer      |
| Rex felügyelő                  | Peter Höllerer                  | Wolf Bachofner          |
| Kerge város                    | Paul Lassiter                   | Richard Kind            |
| Robin Hood legújabb kalandjai  | Little John                     | Richard Ashton          |
| Baywatch – Forró éjszakák      | Garner Ellerbee                 | Gregory Alan Williams   |
| Nash Bridges – A trükkös hekus | Joe Dominguez                   | Cheech Marin            |
| Az igazságosztó                | Mr. Chapel                      | Michael Madsen          |
| Alvilági játszma               | Isaac „Ice” Gregory             | Ice-T                   |
| Futballista feleségek          | Jason Turner                    | Cristian Solimeno       |
| Drót                           | William „Bunk” Moreland nyomozó | Wendell Pierce          |
| Trónok harca                   | Robert Baratheon                | Mark Addy               |
| Csernobil                      | Andrej Gluhov brigádvezető      | Alex Ferns              |
| Columbo (Halálos lelkiállapot) | Dr. Mark Collier                | George Hamilton         |

### Filmszinkronszerepei
| Cím                                       | Eredeti cím                           | Év   | Szerep                        | A szinkronizált színész |
| ----------------------------------------- | ------------------------------------- | ---- | ----------------------------- | ----------------------- |
| Halálmester 2.- A gonosz sosem hal meg    | Wishmaster 2: Evil Never Dies         | 1999 | Tillaver                      | Tom Lister Jr.          |
| Sebhelyek                                 | Exit Wounds                           | 2001 | T.K.                          | Anthony Anderson        |
| 101 kiskutya                              | 101 Dalmatians                        | 1996 | Horace                        | Mark Williams           |
| Vadászat életre-halálra                   | Death Hunt                            | 1981 | Sundog                        | Carl Weathers           |
| Az elveszett frigyláda fosztogatói        | Raiders of the Lost Ark               | 1981 | Sallah                        | John Rhys-Davies        |
| Rocky IV.                                 | Rocky IV.                             | 1985 | Rocky Balboa                  | Sylvester Stallone      |
| Kobra                                     | Cobra                                 | 1986 | Marion „Kobra” Cobretti       | Sylvester Stallone      |
| Túl a csúcson                             | Over the Top                          | 1987 | Lincoln Hawk                  | Sylvester Stallone      |
| Hamburger Hill                            | Hamburger Hill                        | 1987 | Adam Frantz őrmester          | Dylan McDermott         |
| Drágán add az életed!                     | Die Hard                              | 1988 | All Powell                    | Reginald VelJohnson     |
| Indiana Jones és az utolsó kereszteslovag | Indiana Jones and the Last Crusade    | 1989 | Sallah                        | John Rhys-Davies        |
| Batman                                    | Batman                                | 1989 | Alexander Knox                | Robert Wuhl             |
| A bosszú börtönében                       | Lock Up                               | 1989 | Frank Leone                   | Sylvester Stallone      |
| Kedvencek temetője 2.                     | Pet Sematary II                       | 1992 | Gus Gilbert seriff            | Clancy Brown            |
| Romper Stomper                            | Romper Stomper                        | 1992 | Hando                         | Russell Crowe           |
| Jurassic Park                             | Jurassic Park                         | 1993 | Dennis Nedry                  | Wayne Knight            |
| A kisértetház                             | The House of the Spirits              | 1993 | Pedro Tercero García          | Antonio Banderas        |
| Tiszta románc                             | True Romance                          | 1993 | Cody Nicholson                | Tom Sizemore            |
| Ponyvaregény                              | Pulp Fiction                          | 1994 | Jimmie Dimmick                | Quentin Tarantino       |
| Csillagok háborúja                        | Star Wars                             | 1995 | Lando Calrissian              | Billy Dee Williams      |
| Megérint a halál                          | Kiss of Death                         | 1995 | Calvin Hart                   | Samuel L. Jackson       |
| Végképp eltörölni                         | Eraser                                | 1996 | Johhny Casteleone             | Robert Pastorelli       |
| Ryan közlegény megmentése                 | Saving Private Ryan                   | 1998 | Michael Horvath               | Tom Sizemore            |
| Csizmás kandúr                            | Puss in boots                         | 1999 | Óriás                         | Kevin Dorsey            |
| Sivatagi cápák                            | Three Kings                           | 1999 | Chief Elgin                   | Ice Cube                |
| Száll a kakukk fészkére                   | One Flew Over the Cuckoo's Nest       | 1975 | Turkle                        | Scatman Crothers        |
| Betépve                                   | Blow                                  | 2001 | Pablo Escobar                 | Cliff Curtis            |
| Felpörgetve                               | Driven                                | 2001 | Joe Tanto                     | Sylvester Stallone      |
| Szörny Rt.                                | Monsters, Inc.                        | 2001 | James P. "Sulley" Sullivan    | John Goodman            |
| D-Tox                                     | D-Tox                                 | 2002 | Jake Malloy                   | Sylvester Stallone      |
| Az Amazonas kincse                        | The Rundown                           | 2003 | Beck                          | Dwayne Johnson          |
| Az 50 első randi                          | 50 First Dates                        | 2004 | Nick                          | Pomaika'i Brown         |
| Holtak hajnala                            | Dawn of the Dead                      | 2004 | Kenneth                       | Ving Rhames             |
| Ütközések                                 | Crash                                 | 2004 | Graham Waters                 | Don Cheadle             |
| Férj és férj                              | I Now Pronounce You Chuck and Larry   | 2007 | Larry Allensworth             | Kevin James             |
| Szörny Egyetem                            | Monster University                    | 2013 | James P. "Sulley" Sullivan    | John Goodman            |
| A séf                                     | Chef                                  | 2014 | Carl Casper                   | Jon Favreau             |
| Sportháború                               | Futuresport                           | 1998 | Obike Fixx                    | Wesley Snipes           |
| A Robinson család titka                   | Meet the Robinsons                    | 2007 | Edző                          | Don Hall                |
| Csodacsibe                                | Chicken Little                        | 2005 | Tornatanár                    | Mark Dindal             |
| Az arany utcában                          | Streets of Gold                       | 1986 | Roland Jenkins                | Wesley Snipes           |
| Horton                                    | Horton Hears a Who!                   | 2008 | Tanácselnök                   | Dan Fogler              |
| Hull a pelyhes                            | Jingle All The Way                    | 1996 | Sinbad                        | Myron Larabee           |
| Verdák                                    | Cars                                  | 2006 | Matuka                        | Larry the Cable Guy     |
| Verdák 2.                                 | Cars 2                                | 2011 | Matuka                        | Larry the Cable Guy     |
| Shrek                                     | Shrek                                 | 2001 | Shrek                         | Mike Myers              |
| Shrek 2.                                  | Shrek 2                               | 2004 | Shrek                         | Mike Myers              |
| Harmadik Shrek                            | Shrek the Third                       | 2007 | Shrek                         | Mike Myers              |
| A Csodacsapat                             | Les Seigneurs                         | 2012 | Patrick Orbéra                | José Garcia             |
| Shrek a vége, fuss el véle                | Shrek Forever After                   | 2010 | Shrek                         | Mike Myers              |
| Shrekből az angyal                        | Shrek the Halls                       | 2007 | Shrek                         | Mike Myers              |
| Félelem és Shrekketés                     | Scared Shrekless                      | 2010 | Shrek                         | Mike Myers              |
| Túl mindenen                              | A Man Apart                           | 2003 | Sean Vetter                   | Vin Diesel              |
| Keménykötésűek                            | Knockaround Guys                      | 2002 | Taylor Reese                  | Vin Diesel              |
| XXX                                       | xXx                                   | 2002 | Xander Cage                   | Vin Diesel              |
| Gorillabácsi                              | The Paficier                          | 2005 | Shane Wolfe                   | Vin Diesel              |
| Mária Magdolna                            | Mary                                  | 2005 | Ted Younger                   | Forest Whitaker         |
| Mulholland – Gyilkos negyed               | Mulholland Falls                      | 1996 | Ellroy Coolidge               | Chazz Palminteri        |
| Jó reggelt, Vietnam!                      | Good Morning, Vietnam                 | 1987 | Edward Garlick                | Forest Whitaker         |
| A remény rabjai                           | The Shawshank Redemption              | 1994 | Byron Hadley kapitány         | Clancy Brown            |
| Szellemkutya                              | Ghost Dog: The Way of the Samurai     | 1999 | Szellemkutya                  | Forest Whitaker         |
| Tanúvédelem                               | Witness Protection                    | 1999 | Steven Beck                   | Forest Whitaker         |
| Lángoló Mississippi                       | Mississippi Burning                   | 1988 | Bird ügynök                   | Kevin Dunn              |
| Pánikszoba                                | Panic Room                            | 2002 | Burnham                       | Forest Whitaker         |
| Az utolsó skót király                     | The Last King of Scotland             | 2006 | Idi Amin Dada                 | Forest Whitaker         |
| X-Men: Az ellenállás vége                 | X-Men: The Last Stand                 | 2006 | Dr. Henry "Hank" McCoy/Bestia | Kelsey Grammer          |
| Szeretetnepper                            | Szeretetnepper                        | 2012 | Kis Corleone narráció         | Király Márk             |
| Erőnek erejével                           | The Last Stand                        | 2013 | John Bannister                | Forest Whitaker         |
| A komornyik                               | The Butler                            | 2013 | Cecil Gaines                  | Forest Whitaker         |
| Elrabolva 3.                              | Taken 3                               | 2015 | Frank Dotzler felügyelő       | Forest Whitaker         |
| A Lény 2.                                 | Species II                            | 1998 | Dennis Gamble                 | Mykelti Williamson      |
| Star Wars IX. – Skywalker kora            | Star Wars IX. – The Rise of Skywalker | 2019 | Lando Calrissian              | Billy Dee Williams      |
| Creed: Apollo fia                         | Creed                                 | 2016 | Rocky Balboa                  | Sylvester Stallone      |
| Creed II.                                 | Creed II.                             | 2018 | Rocky Balboa                  | Sylvester Stallone      |
| Porunk hőse                               | Local Hero                            | 1983 | Macpherson tiszteletes        | Christopher Asante      |
| A függetlenség napja                      | Independence Day                      | 1996 | Marty Gilbert                 | Harvey Fierstein        |
| Halj meg máskor                           | Die Another Day                       | 2002 | Damian Falco                  | Michael Madsen          |

Asterix és a Vikingek – Obelix
Asterix: Az istenek otthona – Obelix
A Hercegnő és a Béka – Lois
A Varázslótanonc – Maxim Horvath (Jay Baruchel)
Polar Expressz – A hajléktalan (A vonat tetején utazó hobó)
Men in Black-Sötét zsaruk a Föld körül – Vungus
Verdák - Matuka

## Díjai
- Miskolc város nívódíja (1990)[25]
- Filmszemle Legjobb Férfi Epizódalakítás Díja (1997)[25]
- VOXCar-díj (2002)[26]
- Lions-díj (2006)
- Story Ötcsillag-díj (2006, 2009)

## Könyvek
- Bulik, balhék, sztorik; Kelly, Budapest, 2008
- Ha eljön a Jeges; Studium Plusz, Budapest, 2011
- Macsó papák. Csajokból sosem elég. Árpa Attila. Bochkor Gábor. Gesztesi Károly; szöveg Trunkó Bence, fotó Klinszky Gábor, szerk. Selmeczi Viktória; A2 Media Kft., Budapest, 2007